# Tetragonia ovata
Tetragonia ovata là một loài thực vật có hoa trong họ Phiên hạnh. Loài này được Phil. miêu tả khoa học đầu tiên năm 1894.